# 里奥普雷图
里奥普雷图（葡萄牙語：Rio Preto）是巴西米纳斯吉拉斯州的一个市镇。总面积347.097平方公里，总人口5477人，人口密度15.8人/平方公里。